# Dear WOMAN
「Dear WOMAN」（ディア ウーマン）は、SMAPの39枚目のシングル。2006年4月19日にビクターエンタテインメントから発売された。初回生産盤はスリーブ・パッケージ仕様。歌詞カードのWOMANの部分が白い空白になっており、名前を記入することができるデザインになっている。「日本のすべての女性たちへ」で始まる、女性を励ます内容のSMAPからのメッセージカードも同封されている。

## 概要
シングルの表題曲「Dear WOMAN」は資生堂のシャンプー「TSUBAKI」のCMソング。
2006年7月26日発売のアルバム『Pop Up! SMAP』、2016年12月21日発売のベスト・アルバム『SMAP 25 YEARS』に収録されている。
2006年の『第57回NHK紅白歌合戦』では「2006年 レビュー」ラストで「Dear WOMAN」が歌われた。翌2007年の『第58回NHK紅白歌合戦』でも「弾丸ファイター 紅白SP」の前フリとして歌われた。
シングルのカップリング曲「buzzer beater」はテレビ朝日系列のスポーツ中継（2006 FIFAワールドカップ、スーパーベースボールなど）のテーマソング。アルバム未収録。
非売品として「buzzer beater」がA面となったスペシャル盤が存在、テレビ朝日系「SmaSTATION!!」にて抽選100名プレゼントされた。
2006年6月5日放送の『SMAP×SMAP』（フジテレビ）では、マイケル・ジャクソンが緊急でゲスト出演した際、SMAPがカップリング曲「buzzer beater」を収録している様子を見ていたマイケルが机を叩いてビートを刻んだり、指を動かしてピアノを弾く姿を見せた。また、SMAPの5人がそれぞれ自分達のサイン入りの「Dear WOMAN」のCDをマイケルにプレゼントした。

## チャート成績
- 2006年5月1日付オリコン週間シングルチャートで初登場首位を獲得した。SMAPにとって同チャートでの1位獲得は「freebird」から6作連続、通算17作目となった。TOP10入りはデビューから39作連続となり、連続TOP10獲得作品数でB'zとTHE ALFEEが当時保持していた38作連続の記録を抜き、単独1位となった。初動売上は約21.0万枚であった[1]。
- 累計売上は41.9万枚（オリコン調べ）。

## 収録曲

### 通常盤
1. Dear WOMAN
作詞：麻生哲朗 / 作曲・編曲：平田祥一郎 / コーラスアレンジ：知野芳彦
  - 資生堂「TSUBAKI」CMソング
2. buzzer beater
作詞：権八成裕 / 作曲・編曲：Gajin
  - テレビ朝日系 スポーツ中継（2006 FIFAワールドカップ、スーパーベースボールなど）テーマソング
3. Dear WOMAN（back track）
4. buzzer beater（back track）

### SmaSTATION!!限定盤
1. buzzer beater
2. Dear WOMAN
3. buzzer beater（back track）
4. Dear WOMAN（back track）

## 収録アルバム
- Pop Up! SMAP（#1）
- SMAP 25 YEARS（#1）

## ライブ・パフォーマンス
- 『SMAP×SMAP』（2006年4月17日、フジテレビ）
この回の音楽コーナー「S-Live」で披露。
テレビ初披露。
- 『うたばん』（2006年5月4日、TBS）
- 『ミュージックステーション』（2006年5月5日、テレビ朝日）
- 『SMAP×SMAP』（2006年5月15日、フジテレビ）
この回の音楽コーナー「S-Live」で披露。
- 『2006 FNS歌謡祭』（2006年12月6日、フジテレビ）
番組のトップバッターで披露。
- 『第58回NHK紅白歌合戦』（2007年12月31日、NHK）
- 『SMAP×SMAP』（2013年9月9日、フジテレビ）
この回のスペシャルコーナー「前代未聞生放送ライブ! シングル50曲40分間ノンストップスペシャル」で披露。
- 『30年目突入! 史上初の10時間SP MUSIC STATION ウルトラFES』（2015年9月23日、テレビ朝日）

他多数

## カバー
- 桑田佳祐 - 『桑田佳祐の音楽寅さん 〜MUSIC TIGER〜 あいなめBOX』（アミューズソフトエンタテインメント、2010年）[2]に収録。